# Anthanassa platytaenia
Anthanassa platytaenia är en fjärilsart som beskrevs av Johannes Karl Max Röber. Anthanassa platytaenia ingår i släktet Anthanassa och familjen praktfjärilar. Inga underarter finns listade i Catalogue of Life.